# 吉村奈見
吉村 奈見（よしむら なみ、1971年10月13日 - ）は、日本の元子役。元女優。東京都出身。血液型O型。
本名の吉村奈見子から吉村奈見へ芸名を改名している。

## 出演

### テレビ
- 立花登 青春手控え (1982年、NHK)
- 微笑は風のように
- 徳川家康（1983年、NHK） - 少女期 : 千姫 役
- 夏・体験物語II（1986年、TBS） - 小川清美 役
- 家庭って?（1986年、TBS）
- 銀河テレビ小説・まんが道 青春編 （1986年、NHK）[1] - 須賀幸子 役
- 毎度おさわがせします（1987年、TBS） - 倉本益美 役
- 消えた箱船（1988年、TBS）[2]
- 奥さま株をどうぞ（1988年、TBS）[3]
- はいすくーる落書（1989年、TBS） - 友子 役
- かあちゃんと息子（1989年8月13日、TBS）[4]